# 眼鏡なカノジョ
『眼鏡なカノジョ』（めがねなカノジョ）は、TOBIによる日本の漫画、およびアニメ作品。無料ウェブコミック誌『FlexComixブラッド』（フレックスコミックス）において、2007年から2008年にかけて連載された。
連載終了から約3年が経った2010年にはOVA化されている。

## 概要
著者による初連載作品にして初単行本化、初アニメ化作品。眼鏡をかけたヒロインをテーマにした1話完結の短編オムニバス形式の青春恋愛漫画である。
Yahoo!コミック（当時）内の無料マガジンコーナー『FlexComixブラッド』（フレックスコミックス）にて2007年6月22日から2008年1月29日にかけて連載された。当初は読みきり作品の予定だったが、担当編集者の提案によって単行本1冊分の連載作品になったという。第3話から第8話にかけてはめがねっ娘アイドル・時東ぁみとのコラボレーション企画によるコラム「時東ぁみの「眼鏡な時間」」が連載され単行本にも収録されたほか、初版帯の宣伝コメントも時東ぁみによるものが使用されている。
なお連載終了後の2008年6月25日には、番外編となる読みきり作品「神谷君の奮闘〜「眼鏡なカノジョ」スピンオフ〜」が『FlexComixブラッド』にて配信された。この番外編はTOBI著の単行本『眼鏡とメイドの不文律』に描き下ろしの番外編「空色の空港〜「眼鏡なカノジョ」スピンオフ〜」と共に収録されている。

## サブタイトル
- 第一話 かけず嫌い
  - 番外編 神谷君の奮闘
- 第二話 外して二人
- 第三話 見えない絆
- 第四話 伊達男作戦
- 第五話 空色めがね
  - 番外編 空色の空港
- 第六話 透き通る心
- 第七話 かけた魔法
- 第八話 曇ぬくもり

## 書誌情報

### 旧版
- TOBI 『眼鏡なカノジョ』、発行：フレックスコミックス / 発売：ソフトバンククリエイティブ 〈Flex Comix〉 2008年3月25日初版第1刷発行（3月12日発売）、全1巻 ISBN 978-4-7973-4705-0
- TOBI 『眼鏡とメイドの不文律』、発行：フレックスコミックス / 発売：ソフトバンククリエイティブ 〈Flex Comix〉 2008年12月20日初版第1刷発行（12月12日発売）、全1巻 ISBN 978-4-7973-5164-4

### 再版
2012年2月以降にフレックスコミックスより発行される全ての書籍の発売元がソフトバンククリエイティブ（現・SBクリエイティブ）から変更になったため、重版的な意味合いで再出版されたもの。そのため本自体は奥付などに記載の出版社表記及びISBN以外に変更は無い。
- TOBI 『眼鏡なカノジョ』、発行：フレックスコミックス / 発売：ほるぷ出版 〈Flex Comix〉 2012年2月1日初版第1刷発行（同日発売）、全1巻 ISBN 978-4-593-85662-6
- TOBI 『眼鏡とメイドの不文律』、発行：フレックスコミックス / 発売：ほるぷ出版 〈Flex Comix〉 2012年2月1日初版第1刷発行（同日発売）、全1巻 ISBN 978-4-593-85661-9

## アニメ
2010年11月25日にOVAとして発売。原作にて人気の高かった4エピソードをアニメ化している。第1話は2010年10月9日よりアニメワンで1週間限定で先行配信された。
キャッチコピーは「先輩、ツンデレ、大学生にアイドル…ヒロインは全員かわいい『眼鏡な女の子』」。

### キャスト
第一話
- 麻生花奈 - 森谷里美
  - 眼鏡にこだわりを持つ文学部の先輩。

- 神谷純一 - 岡本信彦
  - 文学部の後輩。眼鏡をかけていない花奈に一目惚れするが、眼鏡は大嫌いなので事あるごとに眼鏡を外させようとする。目が悪いのを花奈に指摘され、眼鏡をかける。

第二話
- 一戸綾 - 今井麻美
  - 超売れっ子アイドル。プライベートで来ていた行き付けのカフェで宮口に声をかけられ、偽名「きむらしずか」を名乗ってデートする。第1話にもカメオ登場している。

- 宮口孝史 - 平川大輔
  - カフェでウェイターのアルバイトをしている青年。常連客の女の子をアイドルとは知らずにデートに誘う。かなりの鈍感で芸能人だと明かされても綾とは気づかなかった。

第三話
- 木村美月 - 早見沙織
  - 白樺文化大学に通う大学生のカップル。付き合って半年なのに淡白な徹の態度に不安を抱いており、ちょっとした興味で徹の眼鏡をかけてみる。

- 田中徹 - 阿部敦
  - 大学生のカップル。かなりの奥手。

- 梨花 - 五十嵐裕美
- 正人 - 梶川翔平
- マキ - 山本彩乃
- マキの彼氏 - 福地慎太郎

第四話
- 倉本千秋 - 花澤香菜
  - 中学3年の時に転校して辰也と同じクラスになる。中学の頃はアガリ症でよく辰也にからかわれていたが、高校に入ってクール&ビューティな性格になり、辰也を避けていた。アガると眼鏡が曇る。

- 高塚辰也 - 下野紘
  - 中学の頃はよく千秋をからかっていたり仲がよかったが、高校に入ってからは避けられるようになった。

その他
- 眼鏡屋の店員さん - 生天目仁美
  - ヒロインたちが利用している眼鏡ショップの店員。

### スタッフ
- 原作 - TOBI『眼鏡なカノジョ』（フレックスコミックス刊）
- 監督・脚本・絵コンテ・演出 - 伊藤浩二
- 企画 - 三浦亨、下島健彦、高倉誠司
- キャラクターデザイン・総作画監督 - 石橋有希子
- 色彩設計 - 末永康子
- 美術監督 - 加藤浩
- 撮影監督 - 今泉秀樹
- 編集 - 櫻井崇
- 音響監督 - 明田川仁
- 音楽 - 悠木真一
- 音楽プロデューサー - 濱田智之
- 音楽制作 - 5pb.
- プロデューサー - 黄樹弐悠、松永裕一
- 制作 - AIC
- 製作 - 眼鏡なカノジョ製作委員会（AIC、NECビッグローブ、フレックスコミックス）

### 主題歌
オープニングテーマ「フレーム越しの恋」
作詞 - 濱田智之 / 作曲 - 藤間仁（Elements Garden） / 編曲 - 幡手康隆 / 歌 - 今井麻美
エンディングテーマ「眼鏡な理由」
作詞 - 彩音 / 作曲・編曲 - 平間亮之介 / 歌 - 彩音

### 各話タイトル
| 話数   | サブタイトル | 作画監督   |
| ------ | ------------ | ---------- |
| 第一話 | かけず嫌い   | 永田正美   |
| 第二話 | 外して二人   | 中原清隆   |
| 第三話 | 透き通る心   | 依田正彦   |
| 第四話 | 曇ぬくもり   | 石橋有希子 |